# Wintrange
Wintrange (lb. Wëntreng, niem. Wintringen) – wieś (Uertschaft) w południowo-wschodnim Luksemburgu, w kantonie Remich, w gminie Schengen. Do 3 października 2015 miejscowość leżała w dystrykcie Grevenmacher. Liczy 467 mieszkańców (31 grudnia 2022).  